# Technotrans
Die Technotrans SE (Eigenschreibung: technotrans) ist ein deutsches Technologie- und Dienstleistungsunternehmen mit Sitz in Sassenberg in Nordrhein-Westfalen. Das Unternehmen hat sich auf die Herstellung von Komponenten der Flüssigkeiten-Technologie spezialisiert. Die Aktien des Unternehmens werden an der Börse Frankfurt gehandelt und sind im CDAX gelistet.

## Geschichte
technotrans wurde 1970 von Franz Böhnensieker im westfälischen Harsewinkel gegründet. 1977 stellte das Unternehmen die ersten Feuchtmittelaufbereitungsgeräte her und Anfang der 1980er Jahre baute es eine eigene Produktlinie für Feuchtmittelaufbereitung auf. Zum 1. Januar 1990 wurde das Unternehmen im Rahmen eines Management-Buy-Outs an ein Konsortium aus fünf leitenden Mitarbeitern unter der Leitung des damaligen Geschäftsführers Heinz Harling sowie zwei Kapitalbeteiligungsgesellschaften verkauft. Im gleichen Jahr wurde die technotrans Graphics Ltd. in Colchester im Vereinigten Königreich gegründet; technotrans wurde außerdem zu einem der führenden Anbieter von Feuchtmittelaufbereitungsgeräten.
1993 erfolgte die Gründung des Tochterunternehmens technotrans France s.a.r.l. in Frankreich und zwei Jahre später wurde technotrans America Inc. mit Sitz in Atlanta, Georgia, gegründet. 1997 erfolgte die Umwandlung in eine Aktiengesellschaft und die Gründung der technotrans China Printing Equipment (Beijing) Co. Ltd. Im folgenden Jahr ging die technotrans AG an die Börse Frankfurt und übernahm im selben Jahr die BVS Graphische Technik GmbH, die bis zur Verschmelzung auf die Muttergesellschaft im Jahr 1999 als technotrans Systems GmbH firmierte.
In den folgenden Jahren expandierte das Unternehmen und gründete weitere Tochtergesellschaften unter anderem in Schweden, Singapur und Japan. 2000 erfolgte die Übernahme der amerikanischen Ryco Graphic Manufacturing, Inc. und die Eingliederung in die technotrans America Inc. sowie die Übernahme der Steve Barberi Company Inc. und ihres Tochterunternehmens Farwest Graphic Technologies LLC.
2007 erfolgte die Gründung weiterer Tochtergesellschaften in Dubai, Moskau und Shanghai. Infolge der Wirtschaftskrise musste technotrans Umsatzeinbrüche verbuchen und die Mitarbeiterzahl weltweit verringern, am Hauptsitz in Sassenberg musste Kurzarbeit eingeführt werden. Die Produktion am Standort Gersthofen bei Augsburg wurde aufgegeben und nach Sassenberg verlagert.
Im September 2009 gründete technotrans die Tochtergesellschaft gds AG (mittlerweile gds GmbH) und verselbständigte damit den Geschäftsbereich global document solutions.
Anfang Januar 2011 übernahm technotrans die Mehrheitsanteile an der Termotek AG. Anfang Januar 2013 erwarb das Unternehmen eine Mehrheitsbeteiligung an der KLH Kältetechnik und ihren asiatischen Schwestergesellschaften. Mitte August 2016 übernahm technotrans eine Mehrheitsbeteiligung an der Gwk Gesellschaft Wärme Kältetechnik. 2017 erfolgte die Gründung der technotrans Grundstücksverwaltungs GmbH, die Bündelung und Stärkung der Kompetenzen am Standort der technotrans group (taicang) und die Übernahme der operativen Geschäftsbetriebe der KLH cooling International Pte. Ltd, Singapur, und GWK Heating and Cooling Technology (Shanghai). Seit Anfang Juni 2018 ist Reisner Cooling Solutions GmbH aus Holzwickede Teil der technotrans Unternehmensgruppe. Mit Wirkung zum 28. Juni 2018 vollzog die technotrans AG einen Formwechsel hin zur Societas Europaea (SE). 2021 wurde die Dachmarke technotrans gebildet.

## Standorte
- Sassenberg, Deutschland
- Baden-Baden, Deutschland
- Bad Doberan, Deutschland
- Meinerzhagen, Deutschland
- Holzwickede, Deutschland
- Steinhagen, Deutschland[12]

Hauptsitz in Sassenberg, Nordrhein-Westfalen

- Colchester, Vereinigtes Königreich
- Legnano, Italien
- Saint-Maximin cedex, Frankreich
- Mount Prospect (Chicago), Vereinigte Staaten
- Indaiatuba, Brasilien
- Taicang/Shanghai, China
- Kōbe, Japan
- Singapur
- Chennai, Indien
- Melbourne, Australien